# Drobnołuszczak zielonawoszary

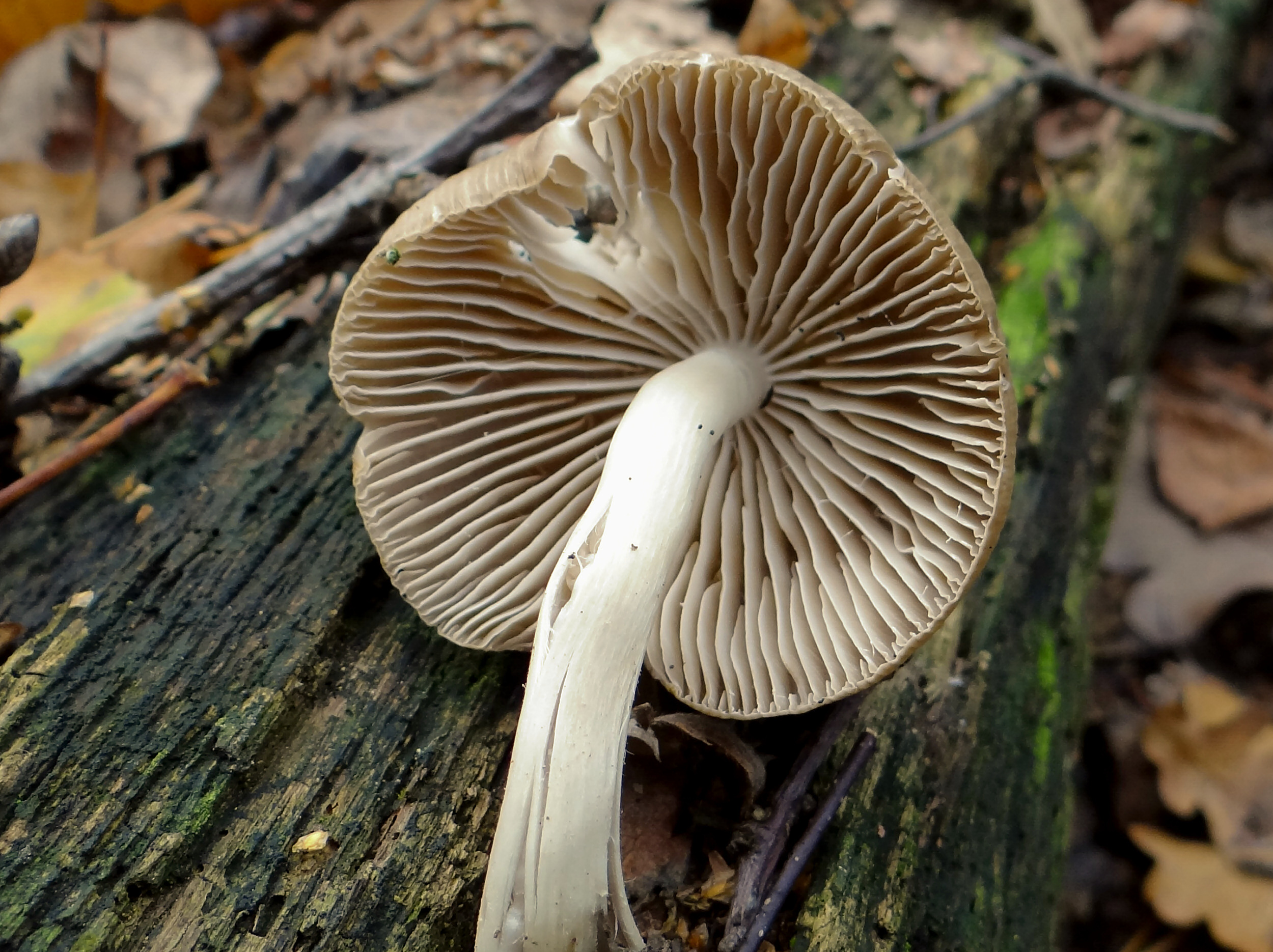

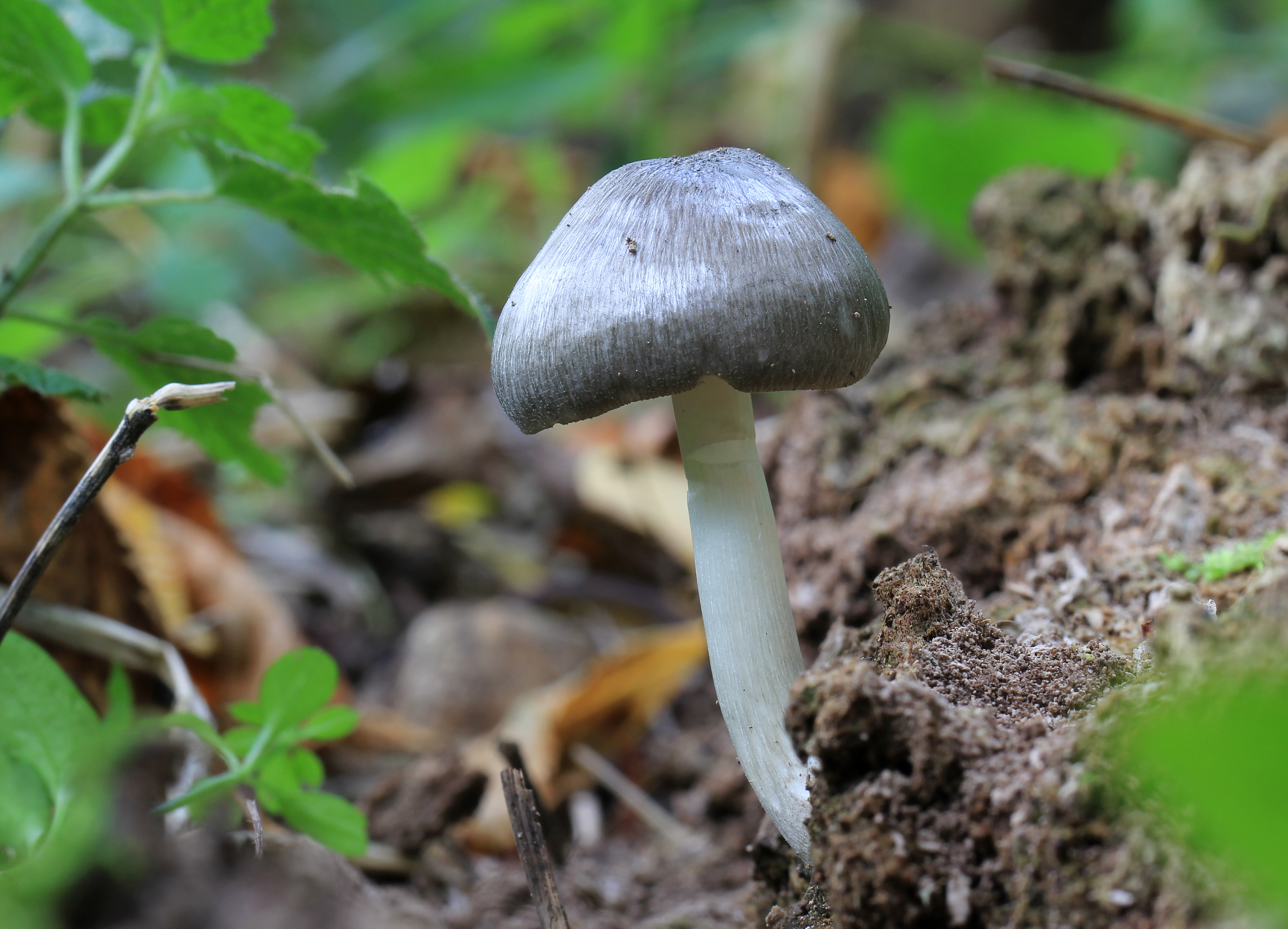

Drobnołuszczak zielonawowoszary (Pluteus salicinus (Pers.) P. Kumm.) – gatunek grzybów należący do rodziny łuskowcowatych (Pluteaceae).

## Systematyka i nazewnictwo
Pozycja w klasyfikacji według Index Fungorum: Pluteus, Pluteaceae, Agaricales, Agaricomycetidae, Agaricomycetes, Agaricomycotina, Basidiomycota, Fungi. 
Po raz pierwszy takson ten zdiagnozował w 1798 r. Christian Hendrik Persoon nadając mu nazwę Agaricus salicinus. Obecną, uznaną przez Index Fungorum nazwę nadał mu w 1871 r. Paul Kummer, przenosząc go do rodzaju Pluteus.
Synonimy naukowe:

- Agaricus salicinus Pers 1798
- Agaricus salicinus var. glaucus Pers. 1801
- Agaricus salicinus Pers. 1798 var. salicinus
- Pluteus salicinus var. beryllus Sacc. 1801
- Pluteus salicinus var. achloes Singer 1956
- Pluteus salicinus var. americanus P. Banerjee & Sundb. 1993
- Pluteus salicinus var. beryllus Sacc. 1887
- Pluteus salicinus var. floccosus P. Karst. 1874
- Pluteus salicinus var. obscurior Pilát 1951
- Pluteus salicinus (Pers.) P. Kumm. 1871 var. salicinus
- Rhodosporus salicinus (Pers.) J. Schrö. 1889

Nazwę polską zaproponował Władysław Wojewoda w 2003 r. W polskim piśmiennictwie mykologicznym gatunek ten opisywany był przez Alinę Skirgiełło jako łuskowiec wierzbowy. 

## Morfologia
Kapelusz
Średnica 1,3–7 cm, początkowo jest wypukły, później szeroko i płasko rozpostarty, na środku zazwyczaj nieco uwypuklony. Powierzchnia jedwabiście błyszcząca, pokryta drobnymi, nitkowatymi włókienkami ściśle związanymi ze skórką. Włókienka te ułożone są promieniście, a na szczycie kapelusza ich odstające końce tworzą kosmki podobne do łuseczek. Powierzchnia gładka, tylko podczas wilgotnej pogody brzeg może być krótko prążkowany. Kapelusz ma barwę mysioszarą, czasami na szczycie jest ciemniejszy, z zielonkawym odcieniem. Mysioszara barwa czasami wpada w kolor oliwkowy, a nawet beżowo różowy. Bardzo rzadko zdarzają się okazy całkowicie białe. 
Blaszki
Gęste, wolne, dość szerokie, wybrzuszone. U młodych okazów białe, potem o odcieniu łososioworóżowym. Ostrze równe, nieco watowato-kosmate i tej samej barwy. 
Trzon
Wysokość 2–7 cm, grubość 0,3–0,7 cm, o podstawie nieco zgrubiałej. U podstawy widoczne są nieco ciemniejsze pasemka, a w górnej części jedwabisto błyszczący.
Miąższ
W kapeluszu i w górnej części trzonu białawy, w dolnej części trzonu ma kolor kości słoniowej. Zapach i smak stęchły.
Cechy mikroskopowe;
Wysyp zarodników różowy z beżowym odcieniem. Zarodniki szerokoelipsoidalne, o rozmiarach 6–7,5 × 5-6 μm. Podstawki 2–4-zarodnikowe. Licznie występują cienkościenne i bezbarwne cheilocystydy o rozmiarach 35–50 × 15–20 μm i maczugowatym lub odwrotnie gruszkowatym kształcie. Liczne są również pleurocystydy o wrzecionowatym kształcie. Są grubościenne i  mają rozmiar 60–90 × 15–18 μm. Posiadają 3–5 haków na szczycie. Strzępki w skórce kapelusza mają grubość do 10  μm, zaokrąglone końce i wnętrze wybarwione na szarobrązowo. W  strzępkach kapelusza, a zwłaszcza w strzępkach skórki licznie występują sprzążki.

## Występowanie i siedlisko
Jest szeroko rozpowszechniony w Stanach Zjednoczonych, na Wyspach Brytyjskich i w Europie Północnej. Po raz pierwszy został rozpoznany w stanie Illinois. W piśmiennictwie naukowym opisany na licznych stanowiskach w różnych regionach Polski.
Saprotrof. Spotykany jest stosunkowo rzadko. Występuje w lasach całej Polski, przede wszystkim w środowiskach wilgotnych, jak jary, grądy i olszyny. Pojawia się od lipca do listopada na zbutwiałych kłodach i starych pniakach drew liściastych, rzadziej iglastych

## Gatunki podobne
Drobnołuszczaka zielonkawoszarego łatwo odróżnić po kapeluszu o mysioszarej barwie oraz po pleurocystydach na blaszkach. Podobne są: drobnołuszczak czarnoostrzowy (Pluteus atromarginatus) i drobnołuszczak czarnołuskowy (Pluteus pseudorobertii).